# Толперизон
Толперизон (англ. Tolperisone, лат. Tolperisonum) — синтетичний препарат, що належить до групи н-холінолітиків, який має міорелаксуючу дію. Толперизон застосовується як перорально, так і внутрішньом'язово. Толперизон синтезований у лабораторії компанії «Gedeon Richter» на початку 70-х років ХХ століття, яка розпочала його виробництво та маркетинг під торговою маркою «Мідокалм».

## Фармакологічні властивості
Толперизон — синтетичний препарат, що належить до групи н-холінолітиків з міорелаксуючою дією. Механізм дії препарату точно не встановлений, припускається, що основний механізм дії полягає у блокуванні натрієвих та кальцієвих каналів, частково також і калієвих каналів, що призводить до гальмування передачі імпульсів у нервовій системі, та гальмує виділення медіаторів у синапсах. Усе це призводить до гальмування проведення больових імпульсів, а також спинномозкових рефлексів, що сприяє зниженню підвищеного м'язового тонусу та зняття спазму м'язів. Толперизон має також н-холінолітичну та незначну адреноблокуючу дію. Препарат має судинорозширювальну дію, спазмолітичну дію, та посилює периферичний кровотік. Толперизон застосовується для лікування болісних спазмів м'язів, спричинених як неврологічними захворюваннями, так і захворюваннями судин (у тому числі наслідків інсульту), та захворюваннями опорно-рухової системи. При застосуванні препарату спостерігається менша кількість побічних ефектів, ніж при застосуванні інших міорелаксантів, зокрема баклофену.

### Фармакокінетика
Толперизон добре та швидко всмоктується при пероральному застосуванні, максимальна концентрація препарату досягається протягом 0,5—1 години після перерального застосування. Біодоступність толперизону складає лише 20 % у зв'язку з ефектом першого проходження через печінку. Препарат метаболізується в печінці з утворенням метаболітів, активність яких невідома. Виводиться толперизон із організму переважно із сечею у вигляді метаболітів. Період напіввиведення препарату при внутрішньовенному введенні становить 1,5 години, при пероральному застосуванні цей час становить 2,5 години.

## Показання до застосування
Толперизон застосовується для лікування болісних спазмів м'язів, спричинених як неврологічними захворюваннями, так і захворюваннями судин (у тому числі наслідків інсульту), та захворюваннями опорно-рухової системи.

## Побічна дія
Толперизон позиціонується як препарат, при застосуванні якого спостерігається незначна кількість побічних явищ. При застосуванні препарату можуть спостерігатися наступні побічні ефекти:
- Алергічні реакції та з боку шкірних покривів — кропив'янка, гіпергідроз, алергічний дерматит, свербіж шкіри, шкірний висип, анафілактичний шок, гіперемія шкіри.
- З боку травної системи — нудота, блювання, метеоризм, діарея або запор, біль у животі, диспепсія, порушення функції печінки.
- З боку нервової системи — депресія, неспокій, загальна слабкість, сплутаність свідомості, головний біль, запаморочення, сонливість, тремор, судоми, парестезії або гіпестезія, порушення зору, шум у вухах, міастенія.
- З боку серцево-судинної системи — тахікардія або брадикардія, стенокардія, артеріальна гіпотензія, біль у грудній клітці.
- З боку дихальної системи — задишка, носова кровотеча, затруднення дихання, бронхоспазм.
- Інші побічні ефекти — остеопенія, енурез, протеїнурія, почервоніння у місці введення, м'язова слабкість, міалгія, біль у кінцівках.
- Зміни в лабораторних аналізах — тромбопенія, лейкоцитоз, анемія, підвищення рівня білірубіну крові, підвищення рівня креатиніну, підвищення активності ферментів печінки.

## Протипокази
Толперізон протипоказаний при підвищеній чутливості до препарату, міастенії, вагітність та годування грудьми, особам у віці до 18 років.

## Форми випуску
Толперизон випускається у вигляді таблеток та желатинових капсул по 0,05 і 0,15 г. Толперизон випускається у вигляді комбінованих препаратів з лідокаїном для ін'єкцій. З 1 січня 2019 року застосування ін'єкційної форми в Україні згідно з наказом МОЗ України заборонено.